# Bryum flavituber
Bryum flavituber là một loài rêu trong họ Bryaceae. Loài này được R. Wilczek & Demaret mô tả khoa học đầu tiên năm 1976.